# Psyllobora renifer
Psyllobora renifer är en skalbaggsart som beskrevs av Thomas Casey 1899. Psyllobora renifer ingår i släktet Psyllobora och familjen nyckelpigor. Inga underarter finns listade i Catalogue of Life.